# Ludwig Delius
Ernst Wilhelm Friedrich Heinrich Ludwig (Louis) Delius (* 27. Dezember 1807 in Minden, Westfalen; † 1. Juli 1888 in Mayen, Eifel) war ein preußischer Beamter und liberaler Politiker.

## Leben
Delius war das dritte Kind von Daniel Heinrich Delius und dessen Ehefrau Helena geb. Schrader (1781–1852). Er besuchte zunächst das Gymnasium in Trier und im Anschluss daran das Pädagogium der Franckeschen Stiftungen in Halle an der Saale.

Von 1827 bis 1830 studierte er Rechtswissenschaften in Bonn und Berlin. Als Gerichtsreferendar trat er 1830 in den preußischen Justizdienst beim Oberlandesgericht Münster ein. Noch im selben Jahr absolvierte er als Einjährig-Freiwilliger seinen Militärdienst. Später war Delius Landwehroffizier, ab 16. Oktober 1852 im Rang eines Hauptmannes.
1834 wurde er zum Referendar am Oberlandesgericht Münster ernannt und wechselte noch im gleichen Jahr als Regierungsreferendar in Koblenz in den preußischen Verwaltungsdienst. Im Jahr 1841 wurde Delius zum Regierungsassessor ernannt.
1835 heiratete er die Witwe Clara Theissing, geb. Noelken (1799–1855) und 1857 Elisabeth Hachez (1824–1882); er hatte zehn Kinder. Die Familie bewohnte – zusammen mit den Familien seiner Geschwister Eduard und Clara – bis 1863 das von seinem Vater erworbene säkularisierte Kloster Laach (heute Maria Laach) in der Eifel. Danach baute er sich ein Haus in Mayen. Die genannten drei Familien sind auch die Bauherren des zweiten Laacher Stollens, der den Wasserspiegel des Laacher Sees absenkte, um Weideland zu gewinnen.

### Landrat in Mayen
Am 21. Februar 1842 wurde er mittels Allerhöchster Kabinettsorder (AKO) als Landrat des Landkreises Mayen bestätigt. Im Jahr 1851 wurde er aus politischen Gründen – weil er sich als Mitglied der zweiten Kammer „zu oppositionell aufführte“ – in den einstweiligen Ruhestand versetzt. Nach dem Beginn der Neuen Ära konnte er wieder in den Staatsdienst eintreten und war von 1859 bis 1886 erneut Landrat in Mayen. Als Geheimer Regierungsrat trat er am 1. Oktober 1886 auf eigenen Wunsch in den Ruhestand.
Historisch interessant ist auch ein Bericht über die Folgen der Flutschäden von 1859 in seinem Kreis.

### Politik
Von 1849 bis 1862 war er Mitglied in der zweiten Kammer des preußischen Landtages beziehungsweise des Preußischen Abgeordnetenhauses für verschiedene Wahlkreise. Zunächst gehörte er dabei der Linken an, später war er Mitglied der altliberalen Fraktion von Georg von Vincke, der Fraktion Grabow und am Schluss der Nationalliberalen Partei. Nach einer Unterbrechung war er von 1867 bis 1885 erneut Mitglied des Abgeordnetenhauses in der Fraktion der Nationalliberalen Partei. Er war von 1876 bis 1885 Schriftführer des Hauses sowie Referent und von 1873 bis 1879 sowie von 1882 bis 1885 Vorsitzender verschiedener Parlamentskommissionen.
Er war 1867 Mitglied des Norddeutschen Reichstages. Delius war auch Mitglied im Provinziallandtag der Rheinprovinz.